# Torrefarrera
Torrefarrera es un municipio y localidad española de la provincia de Lérida, en la comunidad autónoma de Cataluña. El término municipal, ubicado en la comarca del Segriá, tiene una población de 4861 habitantes (INE 2024) y está formado, además de por la capital, por las entidades de les Comes, Corxat, el Pla de la Pona, la Raconada, Salats, Tossal y Malpartit; esta última fue incorporada al municipio a mediados del siglo XIX.

## Demografía
Cuenta con una población de 4861 habitantes (INE 2024).
| Gráfica de evolución demográfica de Torrefarrera entre 1842 y 2021 |
| |
| Población de derecho según los censos de población del INE Población de hecho según los censos de población del INEEntre el censo de 1857 y el anterior, crece el término del municipio porque incorpora a 255224 (Malpartit) |

| 1900 | 1930 | 1950 | 1970 | 1981 | 1986 | 1991 | 1996 | 2001 | 2006 | 2011 | 2015 |
| ---- | ---- | ---- | ---- | ---- | ---- | ---- | ---- | ---- | ---- | ---- | ---- |
| 795  | 1141 | 1257 | 1485 | 1499 | 1481 | 1524 | 1593 | 1860 | 3051 | 4309 | 4611 |

## Economía
Agricultura de regadío y ganadería porcina. Sector industrial y de servicios.

## Patrimonio
- Iglesia de la Santa Cruz, de estilo neoclásico.
- Cal Miquelet.
- Los Sauces.
- La Font Del Guitarres
- Punt X.